# L'Impossible - Pages arrachées
 (août 2015).
Pour plus de détails, voir Fiche technique et Distribution.
L’Impossible - Pages arrachées (Songs from the protests) est un documentaire expérimental français réalisé par Sylvain George en 2009. Il a été distribué dans les salles de cinéma en 2012 en France, en même temps que le film Les Éclats (Ma gueule, ma révolte, mon nom).
Ce film est un poème symphonique, un brûlot visuel sur des thèmes d'actualités (immigration, étudiants en grève contre la loi LRU...). Il est composé d'images originales réalisées par Sylvain George ou bien d'images extraites des films de Lionel Soukaz, ou de Lionel Soukaz et Guy Hocquenghem, retravaillées par Sylvain George.
Il est né à partir d'une proposition faite à Sylvain George par la théoricienne et programmatrice Nicole Brenez, de réaliser et travailler de nouveau le super 8, après son premier court-métrage No Border (Aspettavo che scendesse la sera). À l'instar de Vers Madrid - The Burning Bright avec lequel il forme une sorte de diptyque, ce film relève de l'improvisation pure, de l'urgence de rendre compte de certains évènements.

## Synopsis
L'Impossible - Pages arrachées (Songs from the protests)
- I : The wood of the ships (Je brûle comme il faut!)
- II : Ballad for a child (On ne te tuera pas plus que si tu étais un cadavre)
- III. Je me suis armé contre la justice (Burn ! Burn ! Burn !)
- IV. Le Temps des Assassins (Fire Music)
- V. Tu resteras hyène etc. (The book of the damned)

En cinq chapitres aux intitulés lyriques empruntés à Rimbaud ou à d’autres fortes voix, L’impossible passe de Calais à Paris, du noir et blanc à la couleur, du muet au sonore, du super 8 à la vidéo, de paroles étouffées au free jazz, de la neige hivernale aux  manifestations du 1er mai, de corps de migrants à un pamphlet dirigé contre les palinodies d’une classe au pouvoir.  Si l’actualité brûle de son urgence la prise de vue, allant jusqu’à rougir les plans, c’est une actualité qui ne se contente pas du seul présent... (Jean-Pierre Rehm).

## Fiche technique
- Titre : L'Impossible - Pages arrachées
- Scénario et réalisation : Sylvain George
- Photographie : Sylvain George
- Montage : Sylvain George
- Son : Sylvain George
- Interprétation/voix : Lionel Soukaz, Tripak
- Production : Noir Production
- Distribution : Noir Production
- Pays d'origine :   France
- Langue : français, anglais, tigrigna…
- Durée : 90 minutes
- Format : noir et blanc, couleur, super 8, 16mm, vidéo
- Genre : documentaire
- Dates de sortie : 2012